# Golfo de Omán
El golfo de Omán o mar de Omán (en árabe: خليج عمان tr: khalīj ʿumān, en persa: دریای عمان tr: daryā-ye ʿomān) es un amplio golfo marino de Asia, localizado entre Emiratos Árabes Unidos, Omán, Irán y Pakistán. El golfo de Omán pertenece al mar Arábigo (que a su vez forma parte del océano Índico) y comunica con el golfo Pérsico a través del estrecho de Ormuz. 
En este golfo se encuentran los puertos de Sohar, Mascate y Sûr, en la costa omaní, y los de Jāsk y Chāhbahār, en la iraní.

## Delimitación de la IHO
La máxima autoridad internacional en materia de delimitación de mares a efectos de navegación marítima, la Organización Hidrográfica Internacional (IHO), considera el golfo de Omán (Gulf of Oman) como un mar. En su publicación de referencia mundial, Limits of oceans and seas (Límites de océanos y mares, 3.ª edición de 1953), le asigna el número de identificación 40 y lo define de la forma siguiente:

En el noroeste.
Una línea que une Ras Limah (25°57'N) en la costa de Arabia y Ras al Kuh (25°48'N) en la costa de Irán (Persia).
En el sureste.
 El límite norte del mar Arábigo. [Una línea que une Ras al Hadd, punta oriental de Arabia (22°32'N) y Ras Jiyùni (61°43'E) en la costa de Pakistán.]
Limits of oceans and seas, pág. 20.